# موزه فریدا کالو
موزه فریدا کالو (اسپانیایی: Museo Frida Kahlo‎)، همچنین به نام خانه آبی برای دیوارهای آبی کبالت‌اش شناخته شده‌است، یک خانه‌موزهٔ تاریخی و موزه هنری است که به زندگی و کار هنرمند مکزیکی، فریدا کالو اختصاص دارد.

## موقعیت
این موزه که قبلاً خانه قدیمی فریدا کالو بود، در محله کلونی دل کارمن کویوآکان در مکزیکو سیتی واقع شده‌است.

## تاریخچه
این ساختمان محل تولد فریدا کالو در ۶ ژوئیهٔ ۱۹۰۷ بود. همچنین خانه ای است که وی در آن سالها زندگی و رشد کرد و با شوهرش دیگو ریورا در آن زندگی کرد. وی در ۱۳ ژوئیه ۱۹۵۴ در یک اتاق در طبقه بالای این خانه در گذشت. در سال ۱۹۵۸، دیگو ریورا به افتخار فریدا خانه و محتویات آن را به منظور تبدیل آن به یک موزه اهدا کرد.

## محتویات
موزه حاوی مجموعه ای از آثار هنری توسط فریدا کالو، دیگو ریورا و هنرمندان دیگر همراه با صنایع دستی مکزیکی و هنر مردمی مکزیکی، عکس‌ها، خاطرات، اقلام شخصی و غیره است. در این موزه همچنین خاکستر فریدا کالو درون کوزه‌ای قرار دارد. این مجموعه در اتاق‌های خانه نمایش داده می‌شود که همچنان از دهه ۱۹۵۰ باقی مانده‌است. این موزه محبوب‌ترین موزه در کویوآکان و یکی از بیشترین موزه‌های بازدید شده در مکزیکو سیتی است.
این موزه همه روزه از ساعت ۱۰ صبح تا ۶ بعد از ظهر باز است. به جز دوشنبه

## نگارخانه

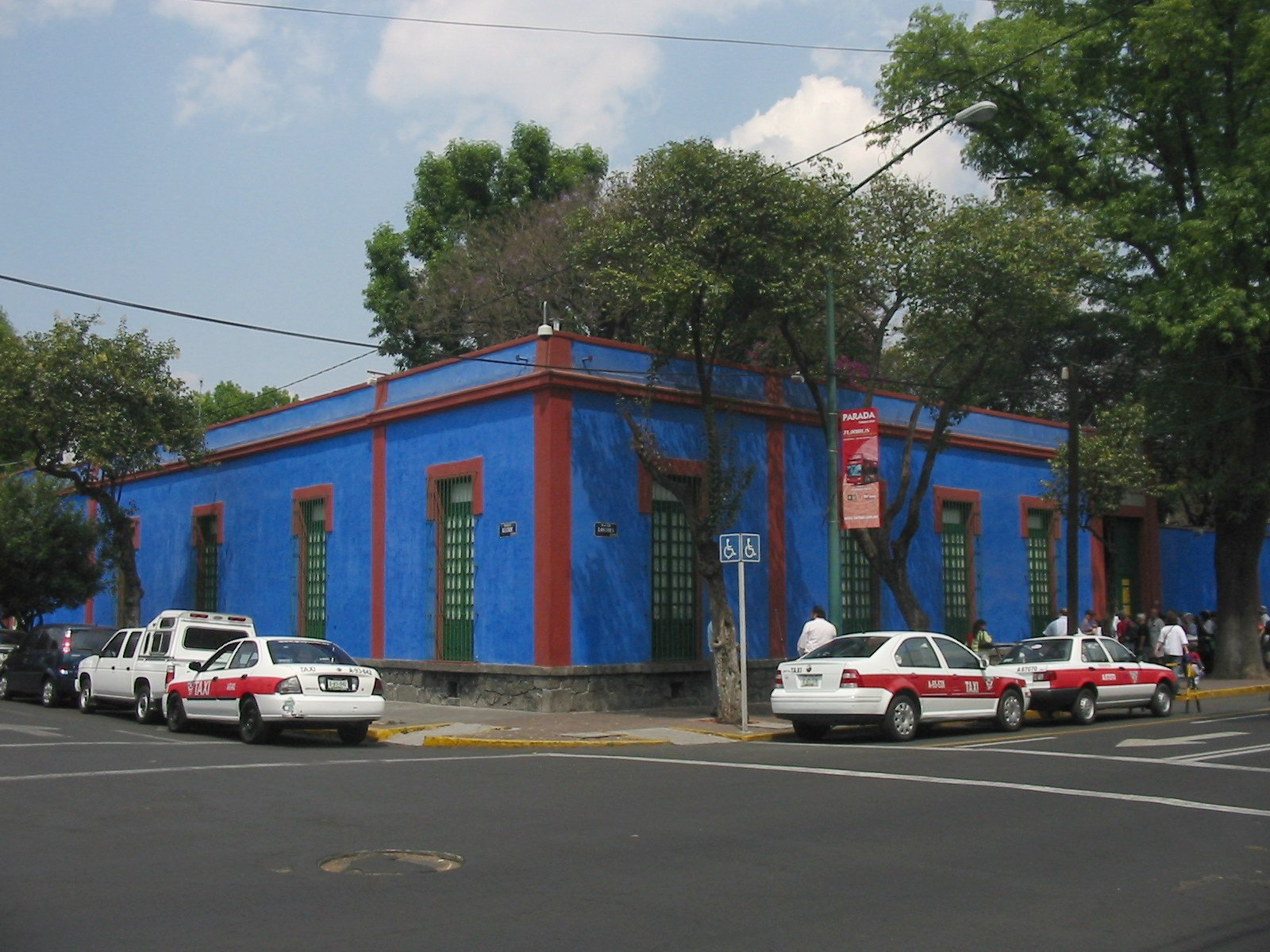
نمای موزه
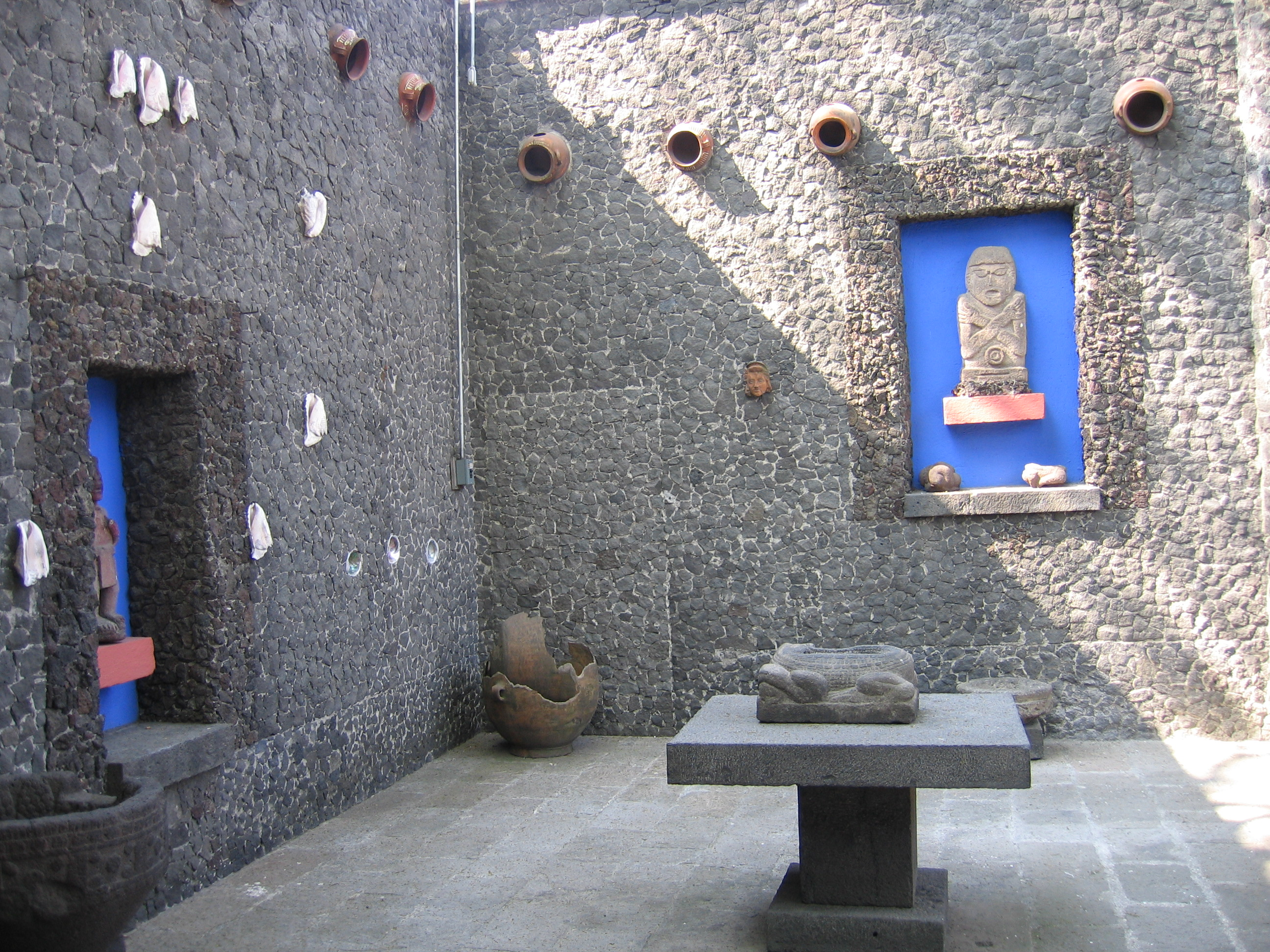
بخش جدید که توسط دیگو ریورا اضافه شد
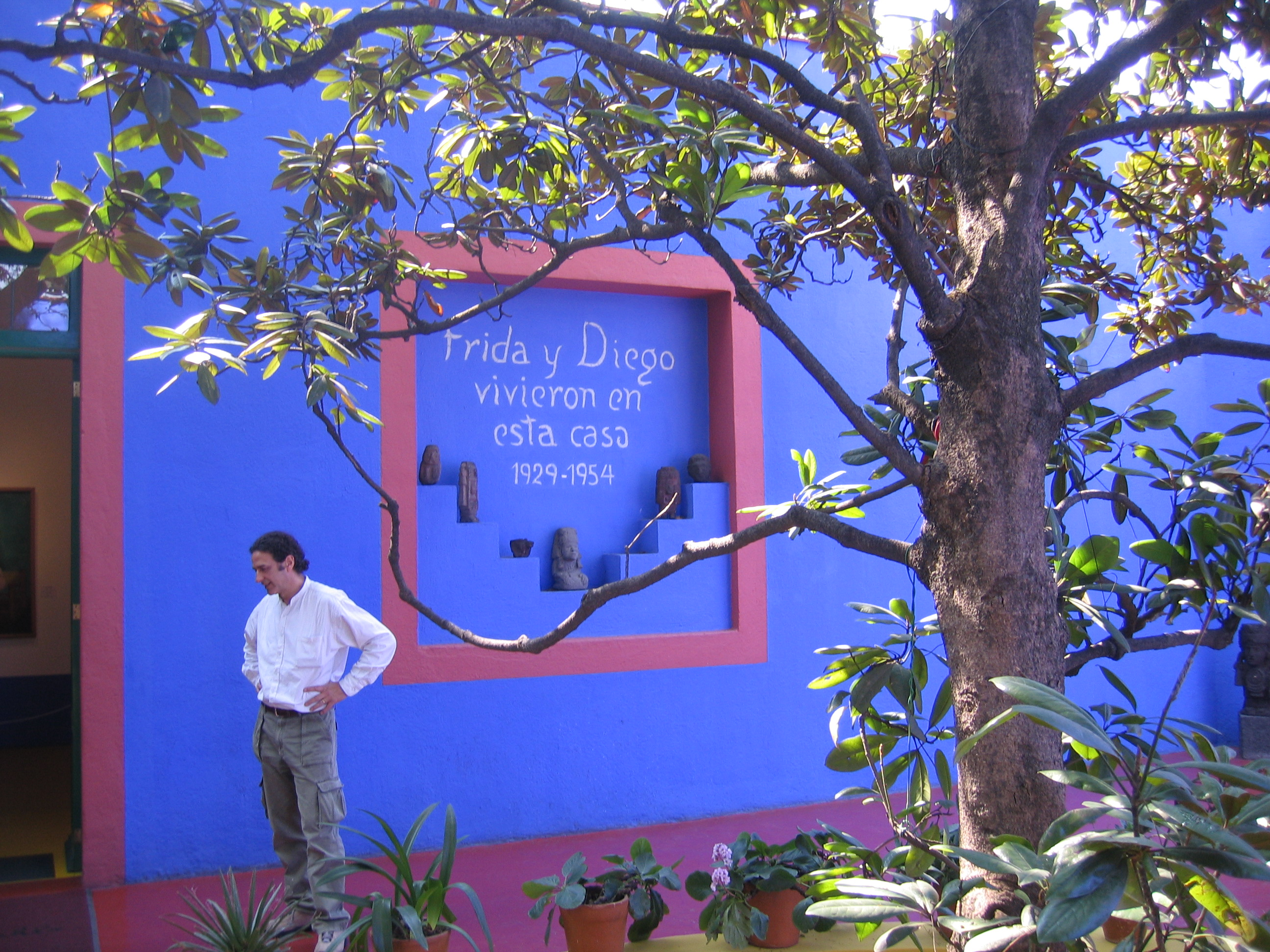
کتیبه روی دیوار خانه: محل زندگی فریدا و دیگو
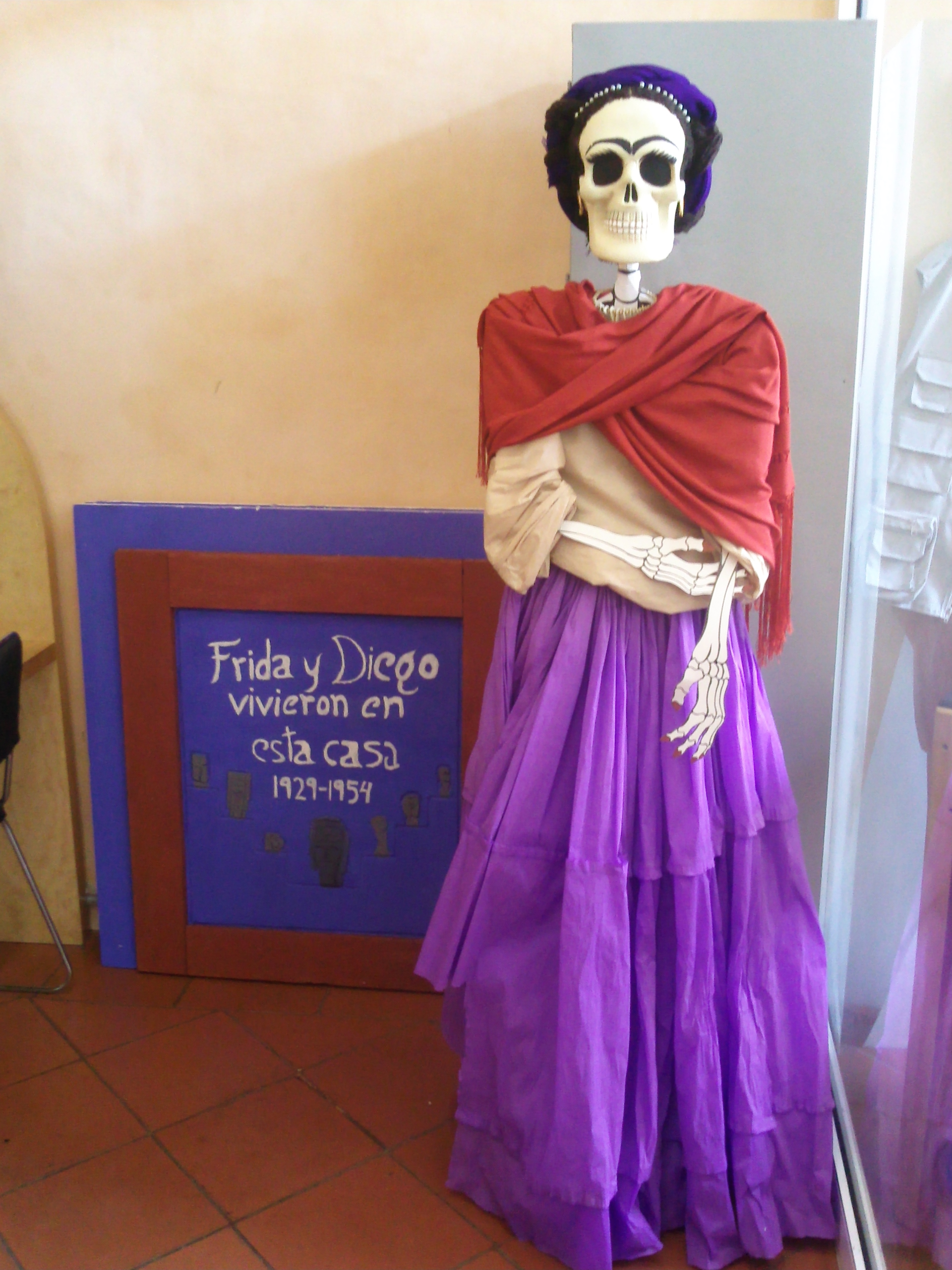
تصویر فریدا برای روز مردگان در موزه